# Víctor Said Armesto
Víctor Said Armesto, nacido en Pontevedra el 13 de agosto de 1871 y fallecido en Madrid el 17 de julio de 1914, fue un escritor y el primer catedrático de Lengua y Literatura Gallego-Portuguesa.

## Trayectoria
Fue hijo del pedagogo krausista Federico Saiz Sánchez, profesor del Instituto de Pontevedra, y de Amalia Armesto Aldao. Creció con sus abuelos maternos, Constantino Armesto (tío de Indalecio Armesto) y Carmen Aldao Sarmiento, en la casa familiar de la Plaza de la Herrería. Sin embargo, también pasó un tiempo en el pazo Casal de Bueu. De niño fundó con Xerardo Álvarez Limeses la sociedad literaria "Los Amigos del Progreso", y con 15 años dirigió la publicación La Guindilla. Colaboró en otras publicaciones locales escribiendo crónicas sociales y crítica literaria. Se educó en la biblioteca de Jesús Muruais, y su tío Indalecio Armesto influiría en su ideología republicana. En 1891 formó parte del Centro Republicano de Pontevedra. En 1892 impartió conferencias en el Recreo de Artesanos de Pontevedra y en la inauguración del Centro Republicano de Santiago de Compostela.
Inició sus estudios de Derecho y Filosofía en la Universidad de Santiago de Compostela. Allí fue miembro de la tuna, con la que viajó a París. En 1896 participó en la celebración del homenaje al Batallón Literario. Continuó sus estudios de Filosofía y Letras en Madrid, donde se graduó en 1898. Allí perteneció a la logia masónica Comuneros de Castilla, de la que también era miembro su madre. En la capital española asistió a numerosas representaciones teatrales y conferencias.
Perteneció al coro fundado por el folclorista Casto Sampedro Folgar, con quien preparó el Cancionero Musical de Galicia en 1910 para el concurso convocado por la Academia de Bellas Artes. En 1905 ambos habían sido comisionados por Pontevedra para la creación de la Real Academia Gallega, a pesar de no poder ser elegidos académicos numerarios al ejercer como profesores lejos de Galicia. En 1907 se incorporó a Solidaridad Galicia. Colaboró en prensa local, estatal y americana, como El Heraldo, El País, La Nación, Blanco y Negro, La Justicia, La Ilustración Española y Americana o Galicia Literaria.
A pesar de aprobar las oposiciones a la cátedra de Figueras, se cambió a la de Reus, y posteriormente se trasladó a León. En 1911 regresó como profesor al instituto de Pontevedra. Se doctoró ese mismo año con la tesis Notas para el estudio de la materia de Bretaña en la poesía lírica gallega de los siglos XIII y XIV. En 1914 aprobó la oposición a la cátedra de Lengua y Literatura Gallegas, creada en la Universidad Central de Madrid. Sin embargo, falleció poco después, por lo que no pudo tomar posesión de la plaza.
Recopiló numerosos romances populares y trabajó sobre el mito de Don Juan Tenorio, sobre el Mío Cid, sobre la Materia de Bretaña de la literatura gallega medieval y sobre la obra de Tirso de Molina.
Su biblioteca, en parte heredada de su tío abuelo Indalecio, se conserva en el Museo Provincial de Pontevedra. Una calle lleva su nombre en Pontevedra, entre los barrios de San Roque y Las  Corvaceiras, en A Moureira.

## Vida personal
En 1902 se casó con Amadora Santoro (natural de Cuñas, Cenlle, y residente en Ribadavia), con quien tuvo siete hijos: Soledad, Carmen, Jorge, Benigna (fallecida en 1909), María Eugenia, Rosario y Margarita Said Santoro.

## Obra

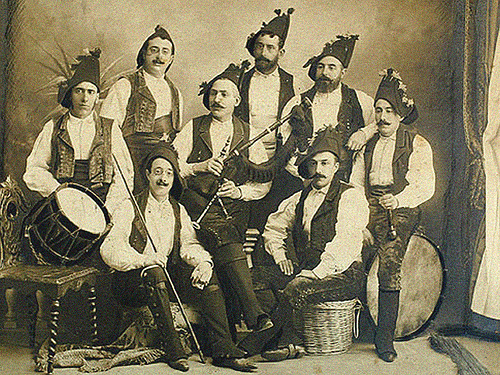
El grupo Aires da Terra. Sentado a la izquierda, Víctor Said Armesto.

### Creación
- Estrofas (1884)
- Amor y celos (1887)
- Retoños al minuto (entremés, 1891)
- La flor del agua, zarzuela musicalizada por Conrado del Campo

### Ensayo
- Análisis y ensayos (1897); incluye:
  - Un libro modernista ; ensayo sobre el libro Féminas de Valle-Inclán
- La leyenda de Don Juan (1908)
- Las Mocedades del Cid
- Poesía popular gallega
- Colección de romances en lengua gallega
- Notas para un diccionario etimológico gallego
- Cancionero musical de Galicia (1910, con Casto Sampedro Folgar; premio de la Academia de Bellas Artes en 1911); Incluye 88 romances, descripciones de bailes e instrumentos y 473 melodías.
- Orígenes poéticos de El Burlador de Sevilla
- El Convidado de piedra
- Tristán y la literatura mística